# Remigny (Saona i Loara)
Remigny – miejscowość i gmina we Francji, w regionie Burgundia-Franche-Comté, w departamencie Saona i Loara.
Według danych na rok 1990 gminę zamieszkiwało 407 osób, a gęstość zaludnienia wynosiła 166 osób/km² (wśród 2044 gmin Burgundii Remigny plasuje się na 522. miejscu pod względem liczby ludności, natomiast pod względem powierzchni na miejscu 1349.).